# Arquitecto del paisaje
Un arquitecto paisajista es un profesional que lleva a cabo el planeamiento, diseño y construcción del espacio abierto que sea habitable para el ser humano. De acuerdo con la especialidad, ello puede ocurrir entre tres escalas: arquitectónica, urbana y regional; desde jardines residenciales, corporativos, comunales (calles, avenidas, plazas, rotondas, puertos, zonas industriales y comerciales) y; hasta lo regional en: (autopistas, vías férreas, uso del suelo, parques nacionales, de la biosfera) y nivel global (desarrollo sustentable). Su práctica profesional se conoce como arquitectura de paisaje, arquitectura paisajista o simplemente paisajismo, según los países.

## Campo de trabajo
El término en ocasiones se utiliza, erróneamente, para referirse a los trabajadores jardineros, diseñadores de jardines, arquitectos o ingenieros, probablemente por lo reciente de la profesión, en términos de reconocimiento (licencia).
La arquitectura de paisaje o paisajismo no se reconoció plenamente en los países desarrollados como una profesión independiente sino hasta inicios del siglo XX. A pesar de los esfuerzos de los arquitectos paisajistas, aún es inusual para un arquitecto/constructor comisionar servicios para el diseño del espacio abierto.
El término tiene diferentes significados, según el lugar. Sin embargo, en general el título (al igual que el de arquitecto o ingeniero) está protegido, y la práctica de la arquitectura de paisaje requiere de una licencia o registro.
Estos son algunos campos de trabajo para el arquitecto paisajista:
- Desarrollar nuevas o prácticas teorías, políticas y métodos de planeamiento paisajístico: diseño y dirección en los ámbitos: local, regional, nacional y internacional.
- Contribuir con políticas y planes, implementando y monitoreando propuestas para la conservación y restauración de las áreas naturales (Ej. parques nacionales).[4]

## Arquitectos paisajistas relevantes
- Jean-Charles Alphand
- Rosa Barba
- Diana Balmori
- Mónica Bertolino
- Isabel Bennasar
- Capability Brown
- Yves Brunier
- Roberto Burle Marx
- Pamela Burton
- Ester Claesson
- Gilles Clément
- Gonçalo Ribeiro Telles
- Sylvia Crowe
- Garret Eckbo
- Bet Figueras
- Beth Galí
- Rose Greely
- Rosa Grena Kliass
- Kathryn Gustafson
- Lawrence Halprin
- Gertrude Jekyll
- Beatrix Jones Farrand
- Margarita Jover
- Frederick Law Olmsted
- André Le Nôtre
- Maya Lin
- Geoffrey Jellicoe
- Ian McHarg
- Isamu Noguchi
- Kate Orff
- Joseph Paxton
- Kate Sessions
- Rose Standish Nichols
- Hideo Sasaki
- Martha Schwartz
- Carlos Thays
- Peter Walker

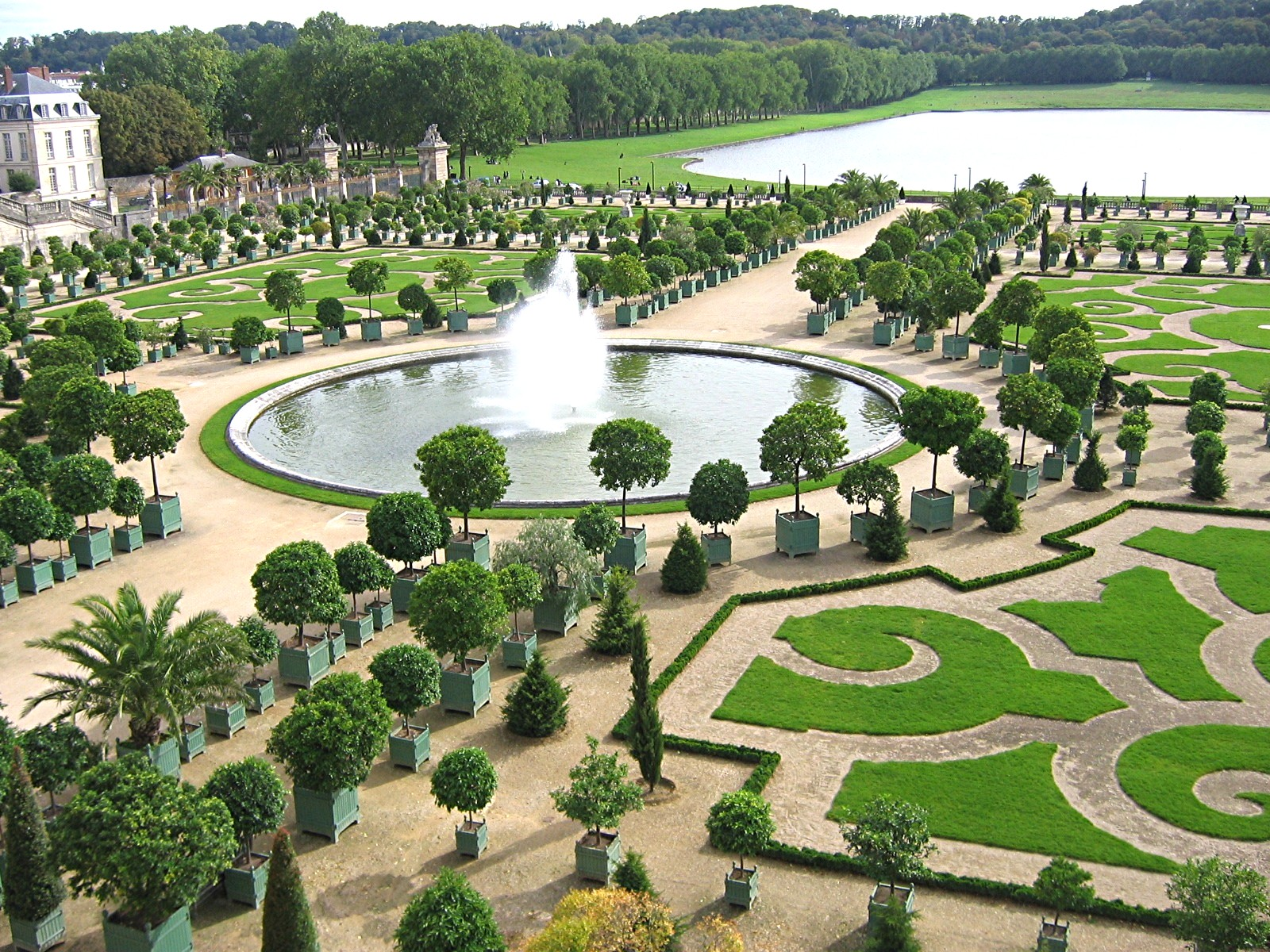
André Le Nôtre, Jardines del Palacio de Versalles, 1687
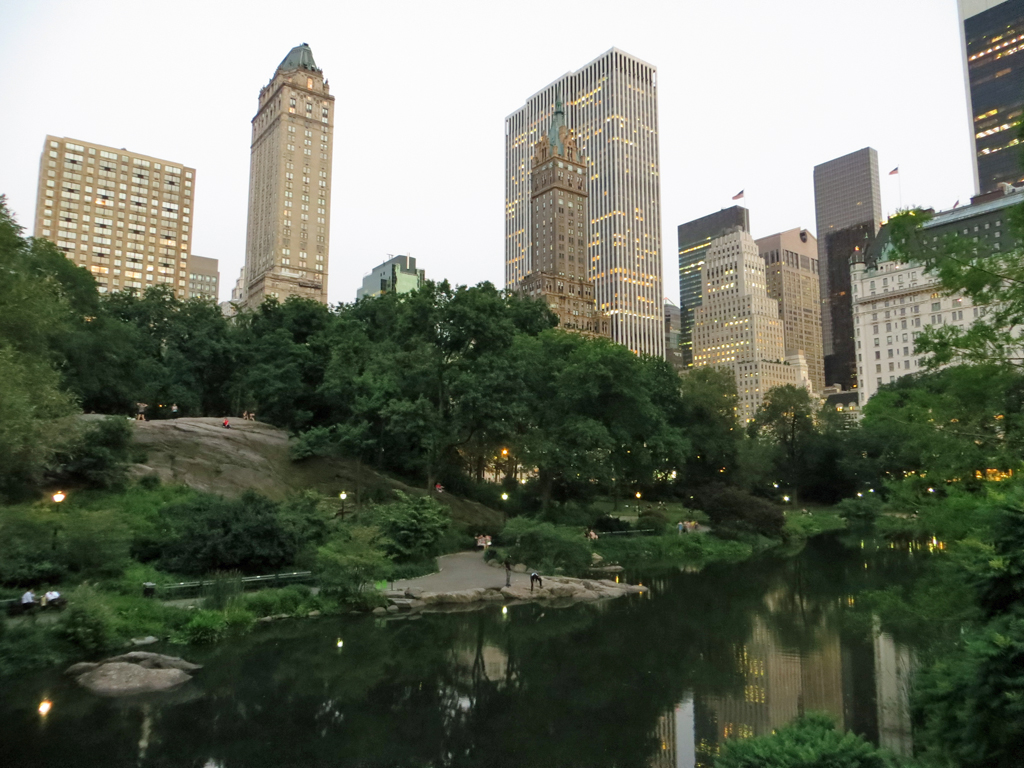
Central Park, Nueva York, Frederick Law Olmsted, 1857
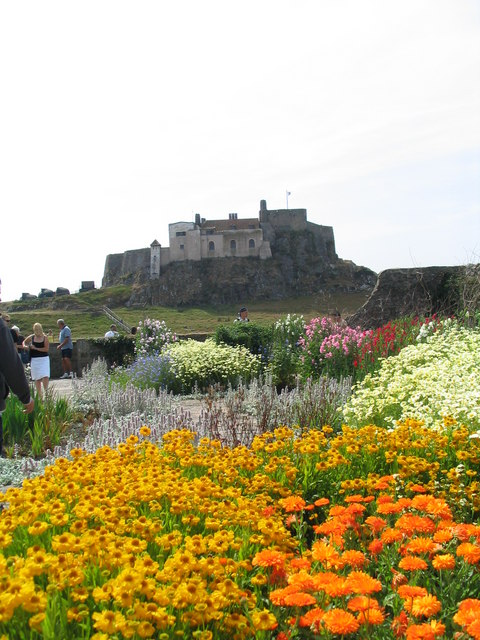
Jardines del Castillo de Lindisfarne, Reino Unido, Gertrude Jekyll, 1911
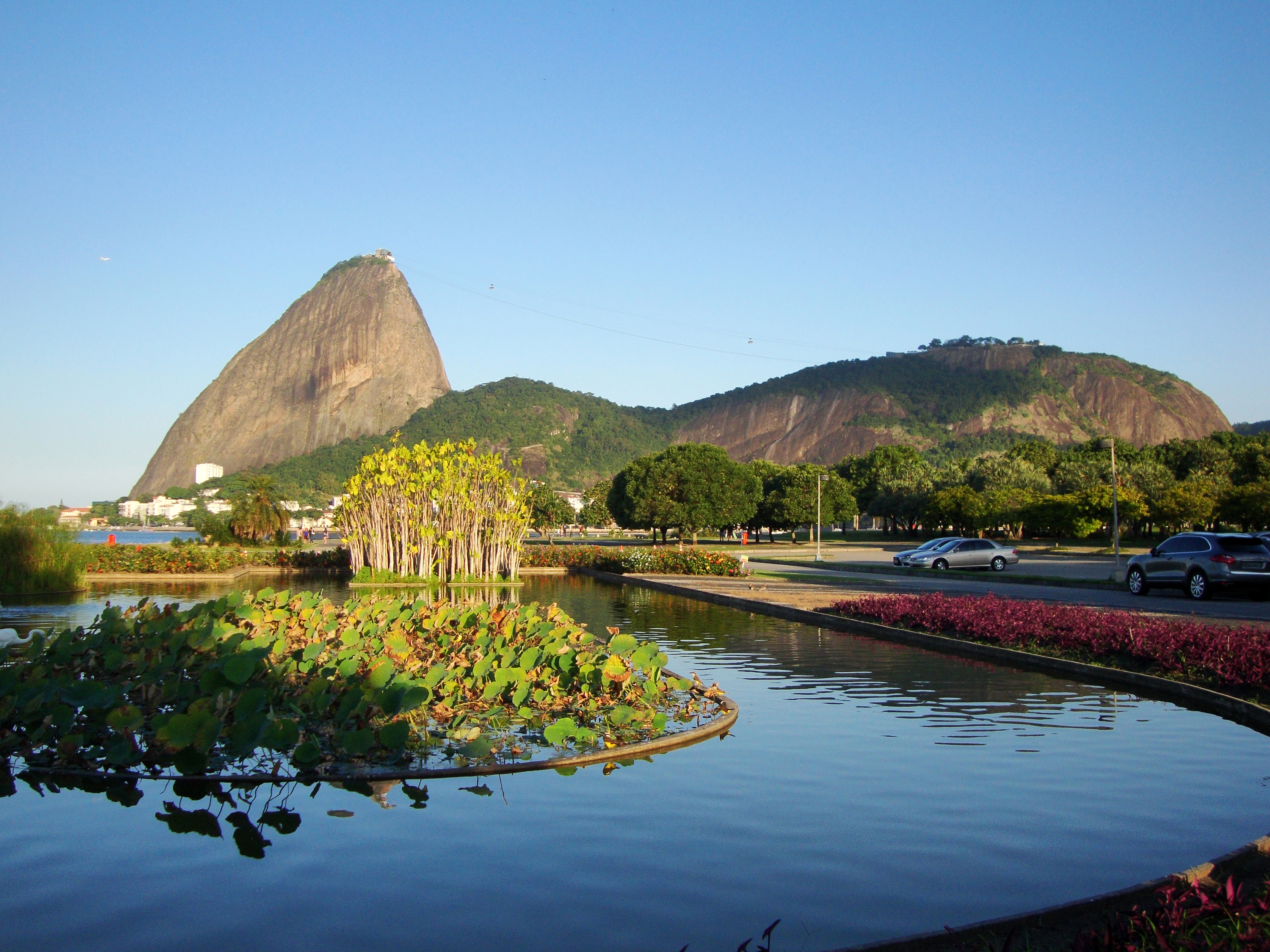
Aterro do Flamengo, Rio de Janeiro, Roberto Burle Marx, 1965
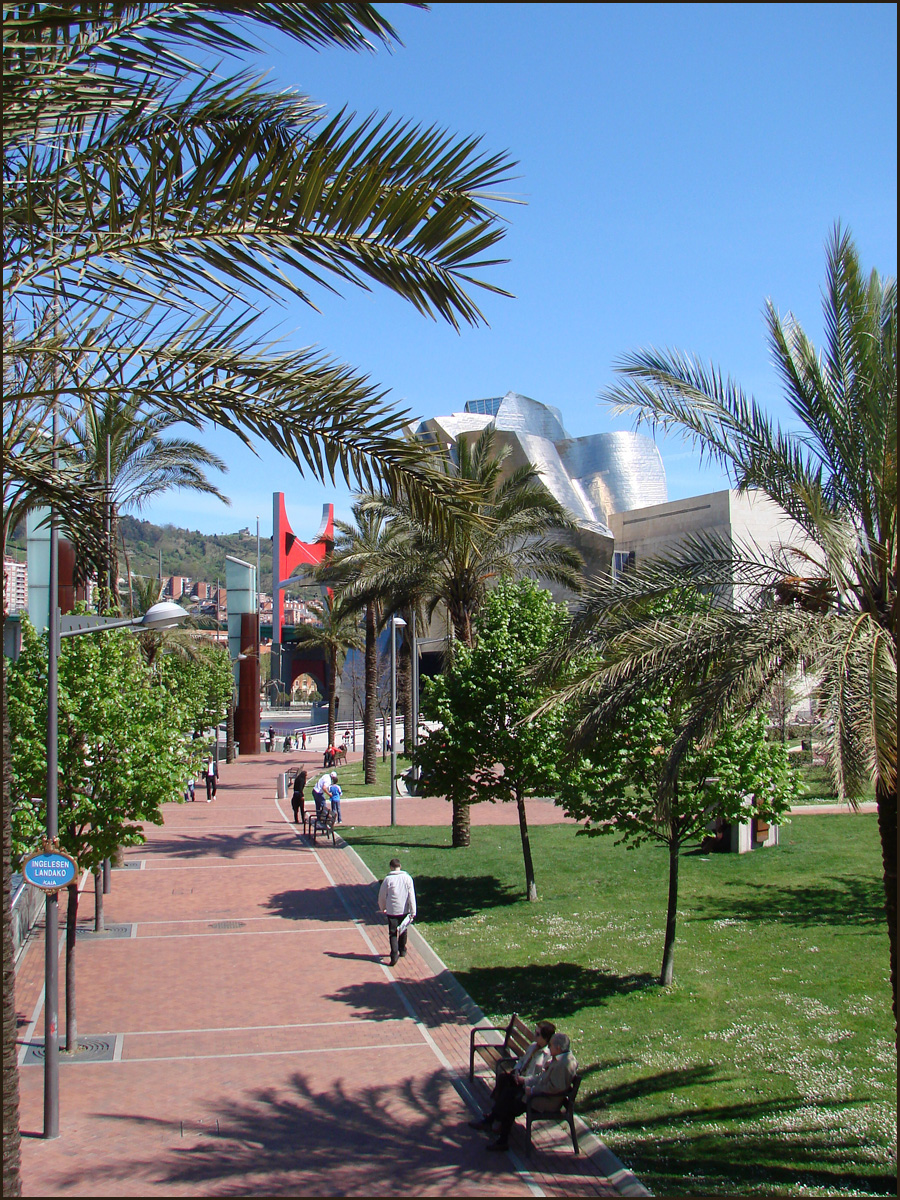
Parque de la Campa de los Ingleses, Abandoibarra, Bilbao, Diana Balmori Associates, 2007